# Nederlands Archief Grafisch Ontwerpers
De Stichting Nederlands Archief Grafisch Ontwerpers (NAGO) is in 1992 opgericht met als doel om de archieven van Nederlandse of in Nederland wonende grafisch ontwerpers te verwerven, te ontsluiten en te behouden. Een van de oprichters was Ben Bos.
Het NAGO werkt samen met archiefinstellingen, bibliotheken en musea om nieuwe archieven aan hun database toe te voegen. Voor de beoordeling en selectie van nieuwe archieven wordt een onafhankelijke Raad van Advies ingeschakeld. De archieven worden in eigendom of bruikleen verworven en vervolgens toegankelijk gemaakt voor onderzoekers en een breder geïnteresseerd publiek. Gegevens over alle archiefstukken zijn in woord én beeld te raadplegen via de database die aan de website van het NAGO is gekoppeld.
Het NAGO trachtte een wezenlijke bijdrage te leveren aan een betere presentatie van ons erfgoed van grafische vormgeving en stimuleert waar mogelijk samenwerking en overleg tussen instellingen die een collectie grafische vormgeving beheren.
Het NAGO is in 2014 opgeheven. Een aantal taken is overgedragen aan het Wim Crouwel Instituut, opgericht in 2013 vanuit een samenwerking tussen het NAGO en de Bijzondere Collecties van de Universiteit van Amsterdam.